# Вавилон (фільм, 2022)
«Вавилон» (англ. Babylon) — драматичний фільм режисера та сценариста Дам'єна Шазелла. У головних ролях Бред Пітт, Марго Роббі та Дієго Кальва.
Прем'єра фільму відбулася 25 грудня 2022 року компанією Paramount Pictures.

## Синопсис
Історія про непомірні амбіції та обурливі надмірності, вона простежує злет і падіння кількох персонажів в епоху нестримного декадансу та розпусти в ранньому Голлівуді.

## У ролях
| Актор            | Роль             |
| ---------------- | ---------------- |
| Бред Пітт        | Джек Конрад      |
| Марго Роббі      | Неллі ЛаРой      |
| Дієго Кальва     | Менні Торрес     |
| Тобі Магвайр     | Джеймс Маккей    |
| Лі Джун Лі       | Фей Жу           |
| Джован Адепо     | Сідні Палмер     |
| Лукас Хаас       | Джордж Манн      |
| Джин Смарт       | Елінор Сент-Джон |
| Макс Мінгелла    | Ірвінг Тальберг  |
| Кетрін Вотерстон | Рут Арзнер       |
| Флі              | Боб Левін        |
| Джефф Гарлін     | Дон Воллах       |
| Самара Вівінг    | Коллін Мур       |
| Олівія Вайлд     | Іна Конрад       |
| Ерік Робертс     | Роберт Рой       |
| Ітан Саплі       | Вілсон           |
| Фібі Тонкін      | Джейн Торнтон    |
| Хлоя Файнеман    | Маріон Дейвіс    |
| Брег'є Гейнен    | Наталі           |

## Виробництво
У липні 2019 року було оголошено, що Дем'єн Шазель зрежисує драму про золоту добу Голлівуду, в якій зіграють Емма Стоун та Бред Пітт. У листопаді Paramount Pictures отримала права на дистриб'юцію фільму. Пітт підтвердив свою причетність у січні 2020 року та описав синопсис стрічки: перехідний період у кінематографі, закінчення ери німого кіно та прихід на зміну звукового кіно. У грудні 2020 року Стоун вийшла з проєкту через конфлікти у графіку, а Лі Цзюнь Лі була обрана на роль Анни Мей Вонг. У березні 2021 року Марго Роббі була затверджена на роль замість Емми Стоун, також до акторського складу приєдналися Джован Адепо та Дієго Кальва. У червні 2021 року Кетрін Вотерстон, Макс Мінгелла, Флі, Самара Вівінг, Рорі Scovel, Лукас Хаас, Ерік Робертс, PJ Byrne, Деймон Gupton, Олівія Вайлд, Спайк Джонз, Фібі Тонкін і Тобі Магвайр приєдналися до акторського складу. У липні 2021 року Жан Смарт приєдналася до акторського складу. У серпні 2021 року до акторського складу фільму приєдналися Хлоя Файнман, Трой Меткалф та Джефф Гарлін.

### Зйомки
Зйомки мали відбутися в Каліфорнії в середині 2020 року, однак вони були відкладені через пандемію COVID-19 та почалися в липні 2021 року.

## Випуск
Спершу обмежений випуск фільму був запланований на 25 грудня 2021 року, а повний — на 7 січня 2022 року, але через пандемію COVID-19 обмежений випуск був перенесений на 25 грудня 2022 року, а повний — на 6 січня 2023 року.

## Сприйняття

### Критика
Фільм отримав змішані відгуки від критиків. На вебсайті Rotten Tomatoes стрічка має рейтинг 56% за підсумком 333 рецензій критиків. Критик Пітер Бредшоу у рецензії для Ґардіан дав фільму 3 зірки з 5, похваливши акторську гру Пітта і Роббі.

### Нагороди й номінації
Фільм отримав нагороду від Асоціації кінокритиків Чикаго та Золотий Глобус за найкращу музику. Також фільм отримав 3 номінації на премію «Оскар»: Найкраща оригінальна музика, Найкращий художник-постановник та Найкращий дизайн костюмів.